# Koç Holding
La Koç Holding è il più grande conglomerato industriale della Turchia.
La Famiglia Koç, la più ricca del paese, controlla le attività del gruppo dal quartier generale di Nakkastepe, Istanbul.

## Storia
Il fondatore dell'impero Vehbi Koç diede vita alla sua prima azienda nel 1926 e successivamente, il 20 novembre 1963, quando le attività sotto il suo controllo erano già molteplici, le riunì tutte sotto la Koç Holding, in modo da poterle governare più agevolmente e per una migliore distribuzione delle risorse.
La Koç Holding opera nei settori dell'Automotive, dell'elettronica di consumo, degli elettrodomestici, alimentari, energia, servizi finanziari, informatica, costruzioni e vendita al dettaglio.
La holding controlla il gruppo come centro in cui vengono prese le decisioni strategiche e da dove provengono le linee-guida di tutte le attività. La holding inoltre ha una unità per pianificare le attività a lungo termine in accordo al piano di sviluppo nazionale turco.
16 società del gruppo sono quotate alla Borsa di Istanbul.
Le compagnie riunite sotto il controllo della Koç Holding sono 113, con 95 745 lavoratori e 14 000 rivenditori ed agenzie di servizi post-vendita.

## Top management
Vehbi Koç lasciò la guida del gruppo al figlio Rahmi M. Koç nel 1984. Rahmi Koç si è ritirato il 4 aprile 2003, lasciando la propria posizione nelle mani del figlio maggiore Mustafa V. Koç. Rahmi Koç è tuttora presidente onorario e membro del Consiglio di Amministrazione, e attualmente l'amministratore delegato della Koç Holding è Bülent Bulgurlu.

## Concorrenza
Il maggior concorrente del gruppo Koç è la Sabancı Holding, il secondo gruppo di aziende in Turchia.

## Campi di attività
- Automotive: Autoveicoli, veicoli commerciali, trattori agricoli ed accessori, componenti.
- Beni durevoli: frigoriferi, lavatrici, asciugatori, lavastoviglie, forni e piani di cottura, televisori, condizionatori, piccoli elettrodomestici.
- Cibo: Pasta, alimenti freschi e lavorati, prodotti caseari, salsa di pomodoro, ketchup ed alimenti conservati, allevamenti di bestiame, sementi, catene di supermarket e negozi, costruzione e gestione di immobili.
- Finanza: banche, intermediazione finanziaria, gestione di beni, leasing, assicurazioni.
- Energia: distribuzione e stoccaggio di gas liquefatto; distribuzione e stoccaggio di petrolio, raffinazione, riduttori di pressione e riscaldatori, produzione di elettricità, distribuzione di carburanti industriali e speciali, miniere di carbone, ferro, rame e zinco.
- Turismo: Gestione di porti, sistemazioni alberghiere, cibi e bevande, prodotti di pasticceria, agenzie di viaggio, operazioni esenti da dazi, autonoleggi.
- Costruzioni: Costruzioni navali, materiali isolanti, radiatori, caloriferi, contrattazioni.
- Commercio internazionale: attività di commercio internazionale, distribuzione, rappresentanze, logistica, finanza commerciale.
- Information technologies: sistemi integrati, servizi, servizi di rete, servizi ISP e VISP, attività di hosting, consulenze, servizi provider, piattaforme B2B e B2C, operatore di televisione via cavo.
- Difesa: Navi da battaglia, vascelli per la ricerca ed il soccorso.

## Educazione
Scuole primarie e secondarie, nonché una università (la Koç University) furono fondate dalla Fondazione Vehbi Koç.

## Attività recenti
Agli inizi del 2006, la Koç Holding ha acquisito TUPRAS, indicata da ISO nel 2005 come la più grossa compagnia turca, che ha investimenti nel campo della ricerca, del trasporto e della lavorazione del petrolio.
Koç Holding ha anche acquisito una delle maggiori banche turche, la Yapı Kredi.

## Compagnie
1. Akpa A.Ş.
2. Archin Ltd.
3. Arctic S.A.
4. Arçelik A.Ş.
5. Arçelik LG Klima San. Tic. A.Ş.
6. Ark İnşaat A.Ş.
7. Arstil
8. Artesis A.Ş.
9. Aygaz A.Ş.
10. Beko Cesko S.R.O
11. Beko Deutschland GMBH
12. Beko Elektronik A.Ş.
13. Beko Espana S.L.
14. Beko France
15. Beko Italy SRL
16. Beko Plc.
17. Beko Polska S.A.
18. Beko Ticaret A.Ş.
19. Beldeyama Mot. Vasıtalar San.Tic. A.Ş.
20. Bilkom A.Ş.
21. Birleşik Oksijen San A.Ş.
22. BİRMOT Birleşik Motor Sanayi ve Tic. A.Ş.
23. Blomberg Werke Gmbh
24. DD Heating Ltd.
25. Demir Export A.Ş.
26. Demrad A.Ş.
27. Divan A.Ş.
28. Dongguan Dei Chung Metal Appliances Limited
29. Döktaş Dökümcülük Tic. San. A.Ş.
30. Düzey A.Ş.
31. Elektra Bregenz AG
32. Eltek Elektrik Enerjisi İth. İhc. ve Toptan Tic. A.Ş.
33. Entek Elektrik ÜretimiA.Ş.
34. Ford Otosan Otomotiv San. A.Ş.
35. Grundig Elektronik A.Ş.
36. GVZ
37. Harranova Besi ve Tarım Ürünleri A.Ş.
38. İzocam Tic. San. A.Ş.
39. Kav Danışmanlık Paz. Tic. A.Ş.
40. Kobiline
41. Koç Allianz Hayat ve Emeklilik A.Ş.
42. Koç Allianz Sigorta A.Ş.
43. Koç Bilgi Grubu İletişim ve Teknoloji Şirketleri A.Ş.
44. Koç Bilgi ve Savunma Teknolojileri A.Ş.
45. Koç Bryce Teknoloji Eğitim Hizmetleri A.Ş.
46. Koç Faktoring A.Ş.
47. Koç Fiat Kredi A.Ş.
48. Koç Finansal Hizmetler A.Ş.
49. Koç Statoil Gaz Toptan Satış A.Ş
50. Koç Yatırım Menkul Değerler A.Ş.
51. Koç.net A.Ş.
52. Koçfinans Tük. Fin. ve Kart Hizm. A.Ş.
53. Koçlease Finansal Kiralama A.Ş.
54. Koçportföy Yönetimi A.Ş.
55. KoçSistem Bilgi ve İletişim Hizm. A.Ş.
56. Koçtaş Yapı Marketleri A.Ş.
57. Kofisa S.A
58. Mares Otel Marmaris Altınyunus Turistik Tes. A.Ş.
59. Mogaz Petrol Gazları A.Ş.
60. New Holland Trakmak Traktör ve Zir. Mak. Tic. A.Ş.
61. Opet /Aygaz Bulgaria JSC
62. Opet A.Ş.
63. Opet International London Ltd.
64. Opet Madeni Yağ San. ve Tic. A.Ş.
65. Opet Trade (Ireland) Ltd.
66. Otokar Otobüs Karoseri San. A.Ş.
67. Otokoç A.Ş.
68. Otomotiv Lastikleri Tevzi A.Ş.
69. Otoyol Sanayi A.Ş.
70. Panel A.Ş.
71. PROMENA Elektronik Ticaret A.Ş.
72. Ram Dış Ticaret A.Ş.
73. Ram Pacific
74. Rambutya Ramstore - Kazakistan
75. Ramenka Ramstore -Rusya
76. Ramerica
77. Ramstore Bulgaristan
78. RMK Marine Gemi Yapım San. Deniz Taş. İşl. A.Ş.
79. Samkocauto J.S.C.
80. Sanal Merkez Tic. A.Ş.
81. Set Auto Azerbaycan
82. Set Auto Kazakistan
83. Set Oto Tic. Turizm A.Ş. AVIS Rent A Car
84. Setair Hava Taşımacılığı ve Hizm. A.Ş.
85. Setur Marinaları Marina ve Yat İşletmeciliği
86. Setur Servis Turistik A.Ş.
87. Sherbrook International Limited
88. Talya Oteli Tütaş Türk Turizm A.Ş.
89. Tanı Pazarlama ve İletişim Hizmetleri A.Ş.
90. Tat Konserve San. A.Ş.
91. Tat Tohumculuk A.Ş.
92. TBS Denizcilik ve Petrol Ürünleri Dış Ticaret A.Ş.
93. Tofaş Türk Otomobil Fabrikası A.Ş.
94. TÜPRAŞ-Türkiye Petrol Rafinerileri A.Ş.
95. Türk Demir Döküm Fabrikaları A.Ş.
96. Türk Traktör ve Ziraat Makineleri A.Ş.
97. Ultra Kablolu TV ve Telekominikasyon San.Tic. A.Ş.
98. Vehbi Koç Vakfı
99. Yapı Kredi Bank (Deutschland) AG
100. Yapı Kredi Bank Azerbaycan
101. Yapı Kredi Bank Moskow
102. Yapı Kredi Bank Nederland N.V.
103. Yapı Kredi Emeklilik A.Ş.
104. Yapı Kredi Faktoring A.Ş.
105. Yapı Kredi Finansal Kiralama A.Ş.
106. Yapı Kredi Holding B.V.
107. Yapı Kredi Kültür ve Sanat Yayıncılık Tic.ve San.A.Ş.
108. Yapı Kredi Portföy Yönetimi A.Ş.
109. Yapı Kredi Sigorta A.Ş.
110. Yapı Kredi Yatırım Menkul Değerler A.Ş.
111. Yapı Kredi Yatırım Ortaklığı A.Ş.
112. Yapı Kredi-Koray Gayrimenkul Yatırım Ortaklığı A.Ş.
113. Zer Merkezi Hizmetler A.Ş.
114. Zinerji Enerji ve San Tic. A.Ş.